# Waikato (nave)
La Waikato è stata una nave frigorifera neozelandese, in servizio successivamente come la tedesca Augustus e infine l'italiana Teresa Accame.
Nel 1899, a seguito di un'importante avaria ai motori, andò alla deriva nell'oceano Indiano per quattro mesi.

## Servizio
Costruita nei cantieri navali di Sunderland, la Waikato entrò in servizio nel 1892 per la New Zealand Shipping Company.
Il 5 giugno 1899, mentre stava doppiando il Capo di Buona Speranza diretta a Wellington, la Waikato subì un grosso guasto al motore, e perse ogni mezzo di propulsione. Il danno era troppo grave per essere riparato, ma non essendo stata danneggiata la sua integrità strutturale la nave poté continuare a rimanere a galla per un tempo indefinito, andando alla deriva per i successivi quattro mesi. Non vennero fatti tentativi di raggiungere il Sudafrica a causa della violenza di quel tratto di mare, sempre agitato a causa della corrente di Agulhas. Spinta da questa corrente, la Waikato andò alla deriva per migliaia di miglia nautiche seguendo una rotta caotica, tendenzialmente verso est. Non esistendo ancora le telecomunicazioni, l'equipaggio della nave per sopravvivere poteva sperare solo nel casuale incontro con altri vascelli.
Dopo vari tentativi di recupero falliti, venne infine trainata con successo nel porto australiano di Fremantle, giungendovi il 12 ottobre successivo. Grazie alla posizione rilevata costantemente dall'equipaggio, al momento del salvataggio fu calcolato che la nave aveva percorso circa 4000 km, di cui 2900 verso est, interamente spinta dalle correnti. Il caso della Waikato fu oggetto di grande attenzione mediatica, e quando dieci anni più tardi il piroscafo Waratah scomparve in circostanze mai del tutto chiarite sempre al largo del Sudafrica, si ipotizzò una dinamica simile a quella avvenuta alla nave frigorifera.
In seguito venne venduta a delle compagnie mercantili tedesche e ribattezzata Augustus, per poi passare nel 1913 alla compagnia Fratelli Accame, che la ribattezzò Teresa Accame. La nave venne demolita a La Spezia nel 1923.